# Traité d'Angoulême

Le traité d'Angoulême lors de la réconciliation de Marie de Médicis avec son fils Louis XIII est conclu à Angers le 30 avril 1619. L'évènement est immortalisé par le peintre Petrus Paulus Rubens dans un tableau toujours exposé au Louvre.

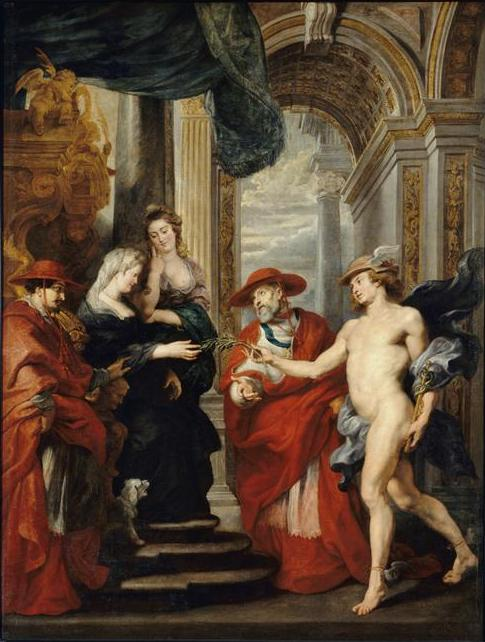
Le traité d'Angoulême, par Petrus Paulus Rubens - H. : 3,94m ; L. : 2,95m, (Musée du Louvre)

## Contexte historique
Âgé de 16 ans, le jeune roi Louis XIII décide en 1617 de prendre le pouvoir par un coup de majesté. Le 24 avril 1617, bien que son favori Charles d'Albert ait tenté de l'en dissuader, il ordonna au capitaine de ses gardes, le maréchal de Vitry, d'assassiner dans la cour du Louvre Concino Concini, favori de la reine mère et régente du royaume Marie de Médicis. Il fait également arrêter son épouse, Léonora Galigaï, dame de compagnie de Marie de Médicis qui est condamnée à mort et exécutée le 8 juillet 1617.
En mars 1619, Marie de Médicis s'échappe du château de Blois, où le roi son fils l'a exilée. La reine mère se réfugia à Angoulême où avec le duc d'Épernon. Louis XIII préfère la négociation à l'affrontement. Il fait appel, sur les conseils de Charles d'Albert, à Richelieu, protégé de la reine mère, pour négocier une réconciliation.

## Clauses du traité
Marie de Médicis reçoit de son fils Louis XIII des propositions d'accommodement. La réconciliation officielle a lieu le 30 avril 1619 par le traité d'Angoulême.
Lors de la ratification de ce traité d'Angoulême, le 30 avril 1619, le roi cède à sa mère les villes d'Angers, de Chinon et des Ponts-de-Cé mais lui interdit de revenir au Conseil. 
Les ducs d'Épernon et de Guise sont présents, mais Richelieu, qui n'est pas encore cardinal à cette date, n'assiste pas à l'évènement.